# Parafia Narodzenia Najświętszej Maryi Panny w Kodeńcu
Parafia Narodzenia Najświętszej Maryi Panny w Kodeńcu – parafia rzymskokatolicka w Kodeńcu.
Parafia założona w 1922 roku. Obecny kościół parafialny drewniany, wybudowany w 1795 roku jako cerkiew unicka, w 1875 zamieniony na cerkiew prawosławną a rekoncyliowany w 1920 roku na rzymsko-katolicki.
Do parafii należą wierni z miejscowości: Hanów, Kodeniec, Krzywowierzba, Krzywowierzba-Kolonia, Lubiczyn, Nietiahy, Pachole, Wyhalew oraz Zadębie.